# Witold Jan Orłowski
Witold Jan Orłowski (ur. 30 kwietnia 1918 w Warszawie, zm. 8 października 1988 w Poznaniu) – polski okulista, profesor medycyny. 

## Życiorys
W czasie wojny był żołnierzem Armii Krajowej, brał udział w powstaniu warszawskim. Uzyskał stopień podpułkownika Wojska Polskiego.
Studia lekarskie odbywał w latach 1936–1939 na Akademii Medycznej w Warszawie, a dokończył w 1950 na Uniwersytecie Łódzkim. W latach 1947–1950 pracował jako asystent w łódzkiej Klinice Okulistycznej. Następnie (1951–1964) pracował na oddziale okulistycznym Wojskowego Szpitala Okręgowego w Warszawie, gdzie w 1955 został ordynatorem. W tym samym roku wstąpił do Polskiej Zjednoczonej Partii Robotniczej. Stopień doktorski uzyskał w 1952 roku na podstawie pracy "Zespół arachnoiditis optico-chiasmatica". Habilitował się w 1961 na podstawie oceny dorobku naukowego i rozprawy "Z nowszych zagadnień anestezji w chirurgii oka". W 1965 przeniósł się do Poznania, gdzie do 1988 był kierownikiem Katedry i Kliniki Okulistycznej Akademii Medycznej (funkcję kierownika poznańskiej katedry przejęła po nim Krystyna Pecold). W 1982 został członkiem szwajcarskiego Klubu Julesa Gonina w Lozannie skupiającego specjalistów zajmujących się badaniami siatkówki. Od 1984 zasiadał w Komitecie Patofizjologii Klinicznej PAN oraz w Centralnej Komisji Kwalifikacyjnej ds. Kadr Naukowych przy Prezydium Rady Ministrów. 
Od 1947 należał do Polskiego Towarzystwa Okulistycznego (w latach 1983–1986 był przewodniczącym zarządu głównego). W latach 1956–1981 był redaktorem naczelnym czasopisma naukowego Klinika Oczna (oficjalne pismo PTO). W 1985 - jako pierwszy w historii polski okulista - otrzymał honorowe członkostwo Deutsche Ophthalmologische Gesellschaft (Niemieckiego Towarzystwa Okulistycznego). 
Autor opracowania "Objawy oczne w eponimach pediatrycznych" (1968), redaktor 3-tomowego podręcznika "Okulistyka współczesna" oraz autor "Encyklopedii objawów okulistycznych w zespołach układowych" (wyd. PZWL, 1973). Zainteresowania badawcze i kliniczne W. Orłowskiego dotyczyły m.in. schorzeń siatkówki.
Interesował się filatelistyką. Odznaczony m.in. Krzyżem Partyzanckim, Medalem za Warszawę 1939-1945, Medalem Zwycięstwa i Wolności 1945, brązowym Medalem Siły Zbrojne w Służbie Ojczyzny oraz Medalem Komisji Edukacji Narodowej.